# Вьошка (Костромська область)
Вьошка (рос. Вёшка) — селище в Кадийському районі Костромської області Російської Федерації.
Населення становить 655 осіб. Входить до складу муніципального утворення Вьошкинське сільське поселення.

## Історія
У 1936-1944 року населений пункт перебував у складі Івановської області. Від 1944 належить до Костромської області.
Від 2007 року входить до складу муніципального утворення Вьошкинське сільське поселення.

## Населення
| 2008 | 2010 | 2014 |
| ---- | ---- | ---- |
| 525  | ↗547 | ↗655 |